# 雪茄盒
雪茄盒是西方雜技的一種常見道具，其外觀如同早期上流人士用來裝雪茄的木盒子，故名雪茄盒，不過今天塑膠製雪茄盒亦相當普遍。利用雪茄盒，雜技師可以完成許多不同變化的表演，包括在空中高速交換盒子、平衡技與其他招式。雪茄盒是傳統的「雜技紳士」風格表演中幾乎必備的道具。大部分的雪茄盒招式都是用三個盒子完成；很少會有雜技師在他們的表演中使用超過三個盒子。
1977 年時，Kris Kremo 創下了拋起一個盒子轉身四圈後接住的金氏世界紀錄，而 1994 年時，Kristian Kristof 以完全拋起三個盒子轉身四圈後接住的成績打破了他的紀錄。
而身上平衡最多雪茄盒的的紀錄是 211 個盒子，前後平衡了九秒。

## 基本招式
雪茄盒在日本也相當盛行，對於許多源自於英文的招式名稱大多有既定的稱呼，這些稱呼在中文中也可沿用。
- 刻轉
- 半轉
- 中旋
- 持替
- 中扳
- 中提
- 端扳

## 外部連結
- 雪茄盒教學（日文） （页面存档备份，存于）